# Valentina Vezzali
Valentina Vezzali (n. 14 februarie 1974, Jesi, Italia) este o scrimeră italiană specializată pe floretă. Este triplă campioană olimpică, sextuplă campioană mondială și cvintuplă campioană europeană, tot la individual. Cu echipa Italiei are și în palmares două titluri olimpice, unsprezece titluri mondiale și opt titluri europene.

## Viață personală
Vezzali s-a născut în Jesi, în regiunea Marche. A început să practice scrima la vârsta de 6 ani la clubul local CS Jesi cu maestrul Ezio Triccoli. A obținut primele rezultate majore din cariera sa de sportiv la Campionatele Mondiale pentru cadeți, unde a câștigat medalia de aur la vârsta de 15 ani.
Este căsătorită cu fotbalistul Domenico Giuliano. Au doi copii: Pietro, născut în 2005, și Andrea, născut în 2013. În același an a intrat în Camera Deputaților din Italia din partea Alegerea Civică (Scelta Civica) a lui Mario Monti.

## Carieră
Primă medalie mondiale a câștigat-o la Campionatul Mondial de Scrimă din 1994 de la Atena: a fost învinsă în finala de românca Reka Szabo și s-a mulțumit cu argint. În prezent deține 13 medalii de aur mondiale și 11 europene.
Este de șase ori campioană olimpice la individual și pe echipa, cucerind nu mai putin de cinci medalii olimpice la individual. A devenit prima scrimeră din lume (feminin și masculin) care a câștigat trei titluri individuale la rând. Nu a putut să se califice la Jocurile Olimpice din 2016, numărul floretistelor fiind limitat la două pentru fiecare țară.

## Legături externe
Materiale media legate de Valentina Vezzali la Wikimedia Commons
- Site-ul official Valentinei Vezzali
- Prezentare Arhivat în 2 ianuarie 2015, la Wayback Machine. la Confederația Europeană de Scrimă